# Chór im. prof. Wiktora Wawrzyczka Uniwersytetu Warmińsko-Mazurskiego
Chór im. prof. Wiktora Wawrzyczka Uniwersytetu Warmińsko-Mazurskiego (znany też jako Wawrzyczki) – chór uczelniany założony w 1952 roku z inicjatywy prof. Wiktora Wawrzyczka w ramach Akademia Rolniczo-Techniczna (obecnie Uniwersytet Warmińsko-Mazurski) w Olsztynie.
Od 2019 roku chórem dyryguje dr hab. Katarzyna Bojaruniec, prof. UWM

## Repertuar
Repertuar zespołu muzycznego stanowią głównie: pieśni a cappella polskich i obcych kompozytorów od muzyki dawnej do czasów współczesnych, utwory sakralne, standardy muzyki rozrywkowej, artystyczne opracowania polskich i zagranicznych pieśni ludowych a także kolędy i pastorałki z różnych stron Polski i świata.
Zespół wykonuje również duże dzieła wokalno-instrumentalne, które wykonuje razem ze znakomitymi solistami i orkiestrami symfonicznymi na scenach koncertowych Polski i świata. Są to m.in.: „Stabat Mater” A. Dvořáka, „Requiem” i „Msza koronacyjna” W.A. Mozarta, „Stabat Mater” G. Rossiniego, „IX Symfonia” L. van Beethovena, „Requiem pro defunctis” D. Cimarosy, „Weihnachtsoratorium”, „Magnificat”, J.S. Bacha, „Missa in Angustin” J. Haydna, „Dettingen Te Deum” G.F. Händla, „Ceremony of Carols op. 28” B. Brittena, „Nieszpory ludźmierskie” J.K. Pawluśkiewicza, „Missa Gospel's” W. Szomańskiego, „Via Crucis” P. Łukaszewskiego, „Cavalleria rusticana” P. Mascagniego, „Carmina Burana” C. Orffa, „Halka” i „Straszny dwór” St. Moniuszki.

## Dyskografia
Dorobek artystyczny zespołu został utrwalony w licznych nagraniach radiowych i telewizyjnych, a także na ośmiu wydanych płytach CD:
- D. Cimarosa – „Requiem pro defunctis”,
- „Od Palestriny do Lennona”,
- „Sacrum et profanum”,
- „Cicha noc, Silent Night, Stille Nacht”,
- „Czasem...”,
- album dwupłytowy: „Chwalmy Pana”, „W śpiewie się radujmy”,
- „Gaude Mater Polonia...”.
- „Modlitwa o pokój”
- „Litania Gietrzwałdzka”
- „Śpiewnik morski"

## Dyrygenci
- 1952–1954 Mieczysław Kulewski,
- 1955 Edward Goilik,
- 1956 Stanisław Markiewicz,
- 1959 Edward Dziumowicz,
- 1960 Stefan Foremny,
- 1962–1964 Romuald Oszczan,
- 1964–1971 Marian Bramiński,
- 1971–1987 Kazimierz Sturmowski,
- 1982–2009 Benedykt Błoński,
- 2009 - 2019-Bogusław Paliński
- od 2019 - Katarzyna Bojaruniec

## Opiekunowie
- 1952–1969 prof. dr Wiktor Wawrzyczek
- 1970–1978 prof. dr Janina Wengris
- 1978–1987 doc. dr hab. Tadeusz Pachucki
- od 1987 prof. dr hab. Eugenia Malewska

## Zarząd chóru
- dr hab. Katarzyna Bojaruniec, kierownik artystyczny i dyrygent

## Nagrody
- 1989 – Ogólnopolski Turniej Chórów „Legnica Cantat” – Grand Prix,
- 1990 – Ogólnopolski Turniej Chórów „Legnica Cantat” – Grand Prix,
- 1990 – Międzynarodowy Konkurs Chóralny Cantate'90 w Maasmechelen (Belgia) – III miejsce,
- 1992 – Ogólnopolski Turniej Chórów „Legnica Cantat” – I miejsce,
- 1993 – XXVIII Międzynarodowy Festiwal Pieśni Chóralnej w Międzyzdrojach – III miejsce i Brązowy Medal,
- 1993 – Międzynarodowy Konkurs Rozgłośni Radiowych „Let the people sing” w Toronto (Kanada) – II miejsce,
- 1993 – Ogólnopolski Turniej Chórów „Legnica Cantat” – I miejsce,
- 1995 – XXX Międzynarodowy Festiwal Pieśni Chóralnej w Międzyzdrojach – III miejsce i Brązowy Medal,
- 1996 – VI Międzynarodowy Konkurs Chóralny w Atenach (Grecja) – Złoty Medal w kat. chórów mieszanych i I miejsce w kat. folklorystycznej,
- 1997 – Odznaka Honorowa Wojewody Olsztyńskiego „Zasłużony dla Warmii i Mazur”,
- 1998 – XV Międzynarodowy Konkurs Chórów Akademickich w Pardubicach (Czechy) – III miejsce,
- 1998 – X Międzynarodowy Konkurs Chóralny w Trnawie (Słowacja) – 2 Złote Pasy w kategoriach: muzyka sakralna i świecka,
- 1998 – Laur „Złotej Dziesiątki” – nagroda Kolegium Redakcyjnego Gazety Olsztyńskiej dla „nietuzinkowych osobowości, instytucji, których efekty działań sięgają poza region”,
- 1999 – Międzynarodowy Festiwal Pieśni Chóralnej w Pohlheim (Niemcy) – Srebrny Medal i II miejsce w kat. A,
- 2002 – XXXVII Międzynarodowy Festiwal Pieśni Chóralnej w Międzyzdrojach – I miejsce i Złoty Dyplom w kat. chórów mieszanych i I miejsce w kat. muzyka sakralna,
- 2002 – Odznaka Honorowa „Złota z Laurem” Zarządu Głównego PZCHiO za działalność organizacyjną i artystyczną w społecznym ruchu muzycznym,
- 2003 – Nagroda Prezydenta Miasta Olsztyn za szczególne osiągnięcia w zakresie upowszechniania kultury,
- 2005 – „O Warmio moja miła” I Festiwal Chórów i Orkiestr Dętych – Grand Prix Prezydenta Miasta Olsztyn,
- 2006 – XII Międzynarodowy Konkurs Muzyki Sakralnej w Preweza (Grecja) – I miejsce i Złoty Medal w kategorii chórów mieszanych, I miejsce i Złoty Medal w kategorii chórów kameralnych,
- 2007 – Osobowość Roku Warmii i Mazur 2006 – nagroda przyznana przez kapitułę honorową Warmińsko-Mazurskiego Klubu Biznesu za propagowanie muzyki chóralnej, oraz promowanie regionu Warmii i Mazur w kraju i na świecie.

## Trasy koncertowe
- w Europie: Anglia, Austria, Belgia, Bułgaria, Czechy, Dania, Grecja, Holandia, Irlandia, Jugosławia, Macedonia, Rumunia, Słowacja, Węgry, Francja, Hiszpania, Niemcy, Watykan, Włochy, * w Ameryce Płn.: Meksyk,
- w Ameryce Płd.: Argentyna.

W sumie od czasu założenia, chór wykonał około 1600 koncertów.